# Ољокма
Ољокма (рус. Олёкма, јак. Өлүөхүмэ) је река у источном Сибиру. 
Протиче кроз Забајкалску Покрајину, Амурску област и Републику Јакутију и десна је притока реке Лене. Дужина је 1436 km, сливно подручје 210 km². Извире на обронцима Муројских планина (Ољокмински Становик) одакле даље тече према северозападу у пространу котлини окружену брдима, затим окреће прему северу и протиче испод обронака Чељбауса, те Јужних и Северних Дириндинских планина и Калара. Даље тече кроз дубоке кањоне пробијајући се између Удокана и Становима, те кроз Ољкмо-Чарско побрђе и ту се котлином шири и постаје типична равничарска река. Таква даље тече прему северу и код насеља Ољокминска се улива у Лену.